# Heikki Taskinen (architecte)
Pour les articles homonymes, voir Heikki Taskinen.
Heikki Taskinen (né le 15 mai 1940 à Kuopio et mort le 17 décembre 1992 à Temmes) est un architecte finlandais.

## Biographie
Heikki Taskinen passe son baccalauréat en 1961 au lycée mixte de Kuopio et son diplôme d'architecte en 1969 au département d'architecture de l'Université d'Oulu.
Après son diplôme, Heikki Taskinen travaille au cabinet d'architecte Risto Harju Ky. 
De 1969 à 1976, il est assistant des professeurs Olli Pöyry et Reima Pietilä au département d'architecture de l'Université d'Oulu.
en 1972, il est lauréat au concours d'architecture organisé pour le cimetière et la chapelle funéraire de Seinäjoki ce qui marque une nouvelle étape dans sa carrière. 
La même année, il fonde le cabinet d'architecture Arktos avec Jaakko Antti-Poika, Pekka Laatio et Jorma Vesanen. 
En 1977, Heikki Taskinen fonde son propre cabinet d'architecte.
Taskinen est connu pour ses conceptions de bâtiments scolaires. 
On l'associe généralement à l'école de pensée architecturale, connue sous le nom d'école d'Oulu (fi).
Il meurt dans un accident de voiture.

## Ouvrages
Taskinen a notamment conçu les bâtiments suivants:
- La chapelle funeraire et le crématorium de Törnava, Seinäjoki (1979)
- École normale d'Oulu (1982-1983)
- École de Pitkäkangas, Oulunsalo (1981-1985)
- Institut des diaconesses (1986)
- École de Salonpää, Oulunsalo (1991)
- Extension du terminal de l'aéroport d'Oulu (1994)
- École de Pyörö, Kuopio
- École de Takalo-Raasakka, Kannus
- École de Saarnisto, Uusikaupunki
- École de Raumameri, Rauma

## Prix et récompenses
En 1984, Heikki Taskinen reçoit le prix national d'architecture.

## Galerie

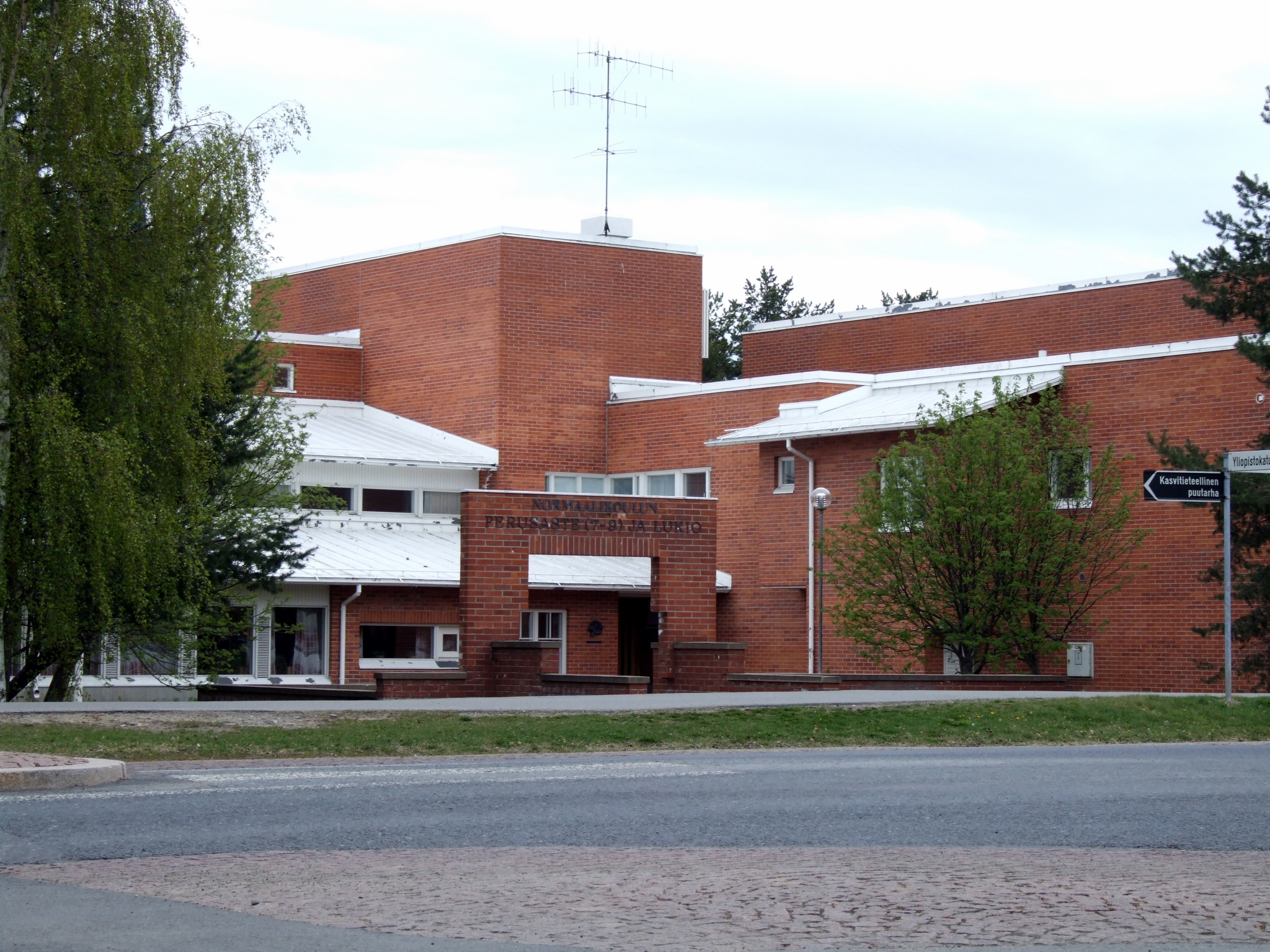
École normale d'Oulu.
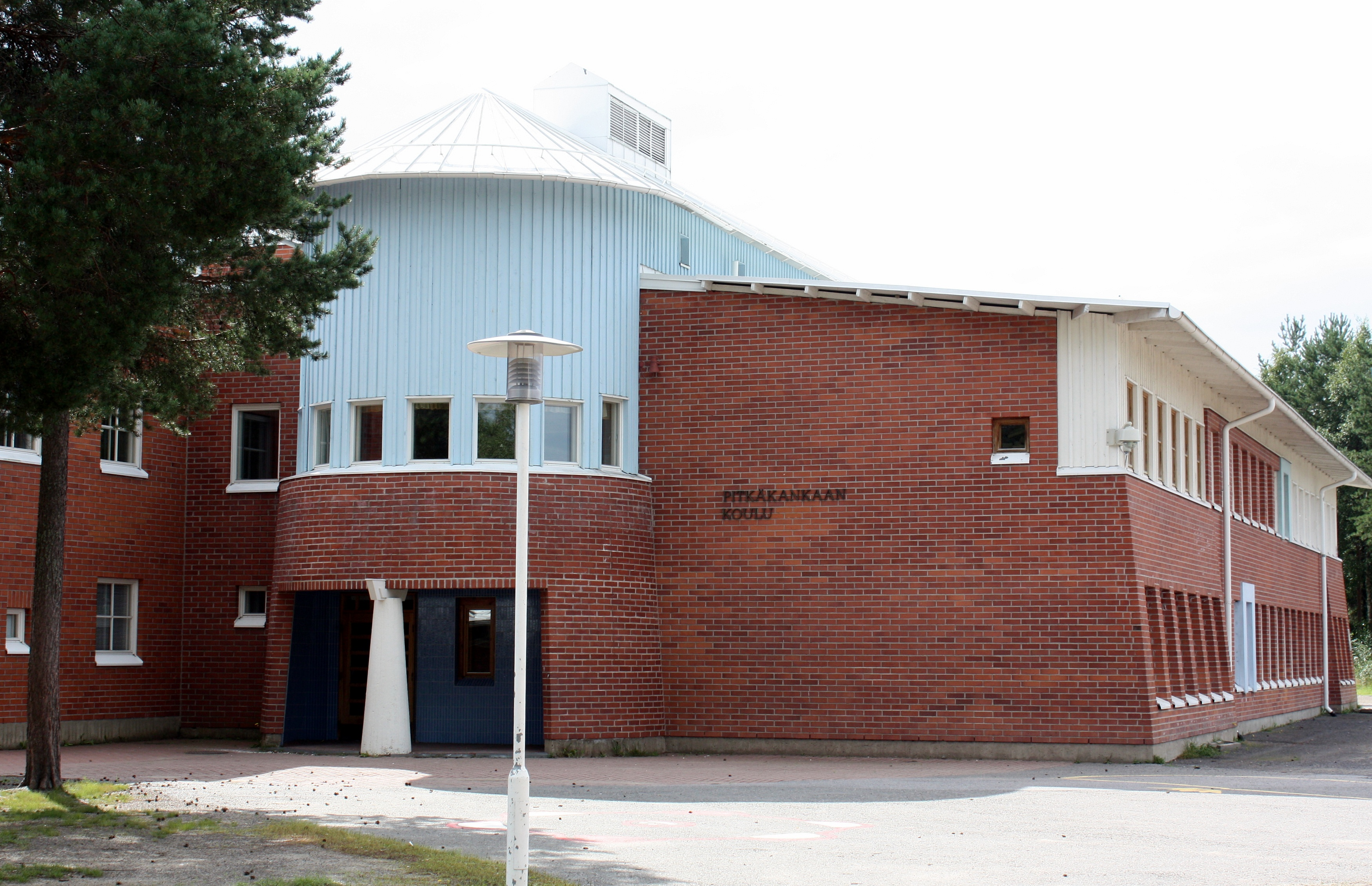
École de Pitkäkangas, Oulunsalo.
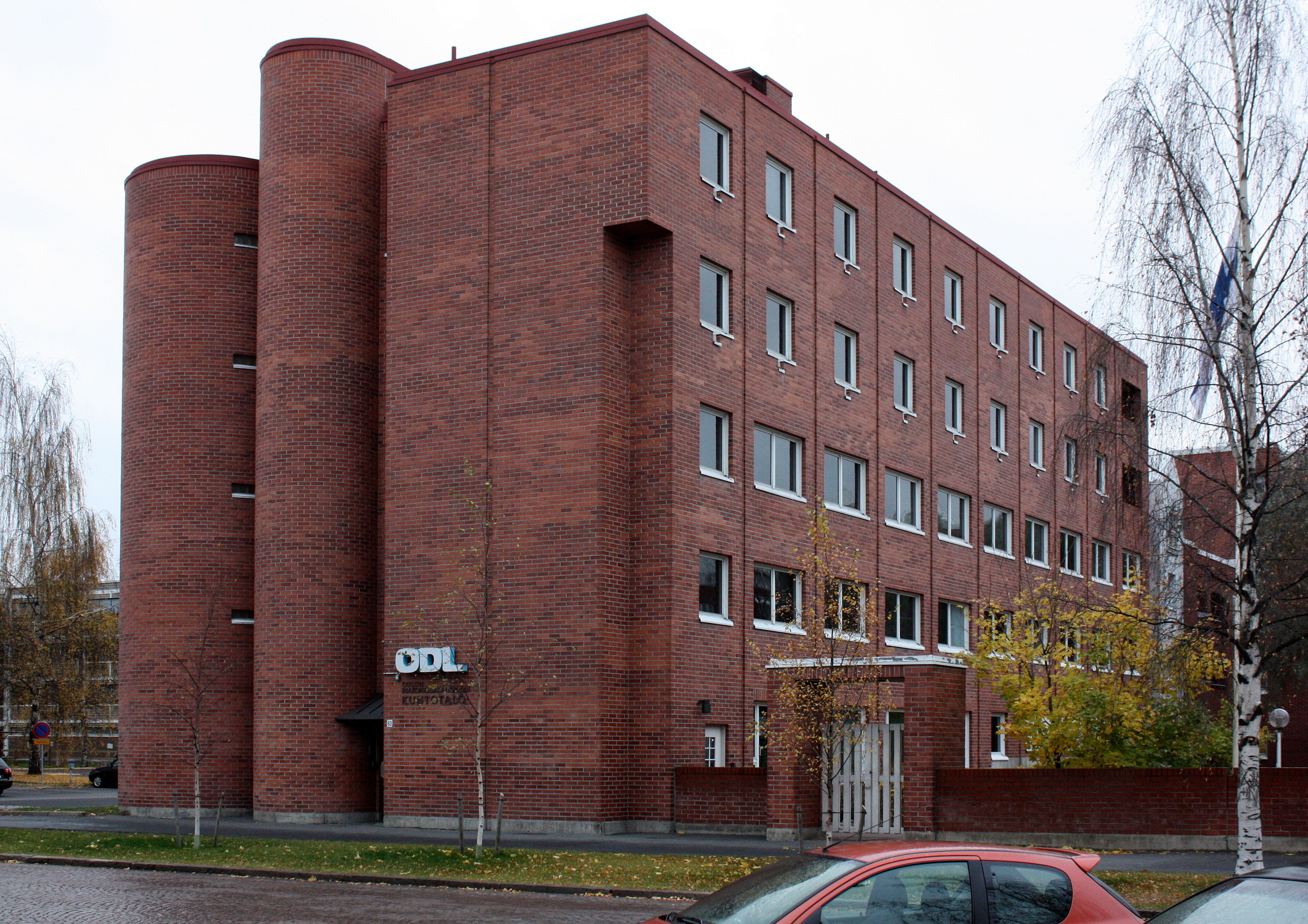
Isokatu 63, Oulu.
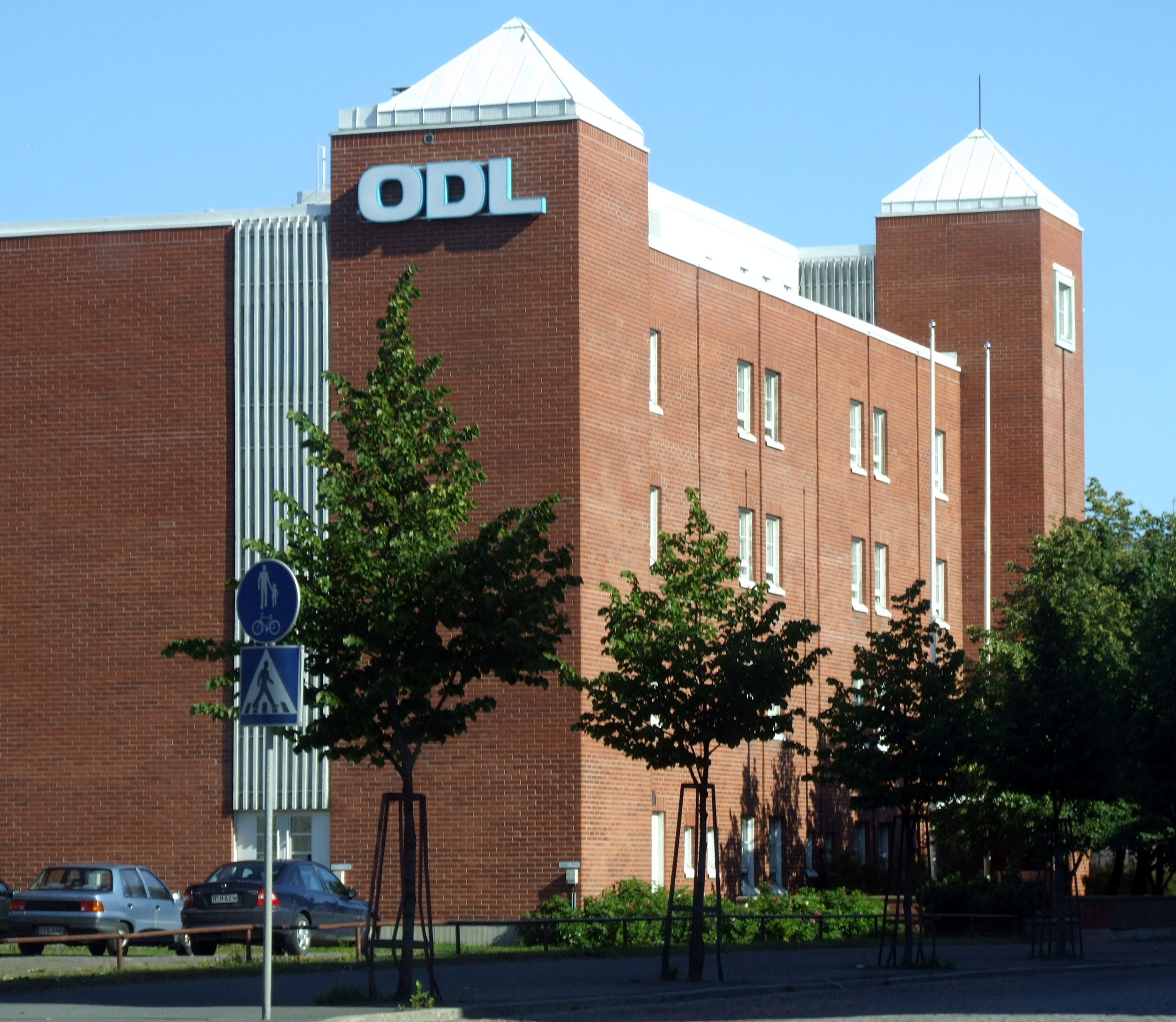
Uusikatu 66, Oulu.
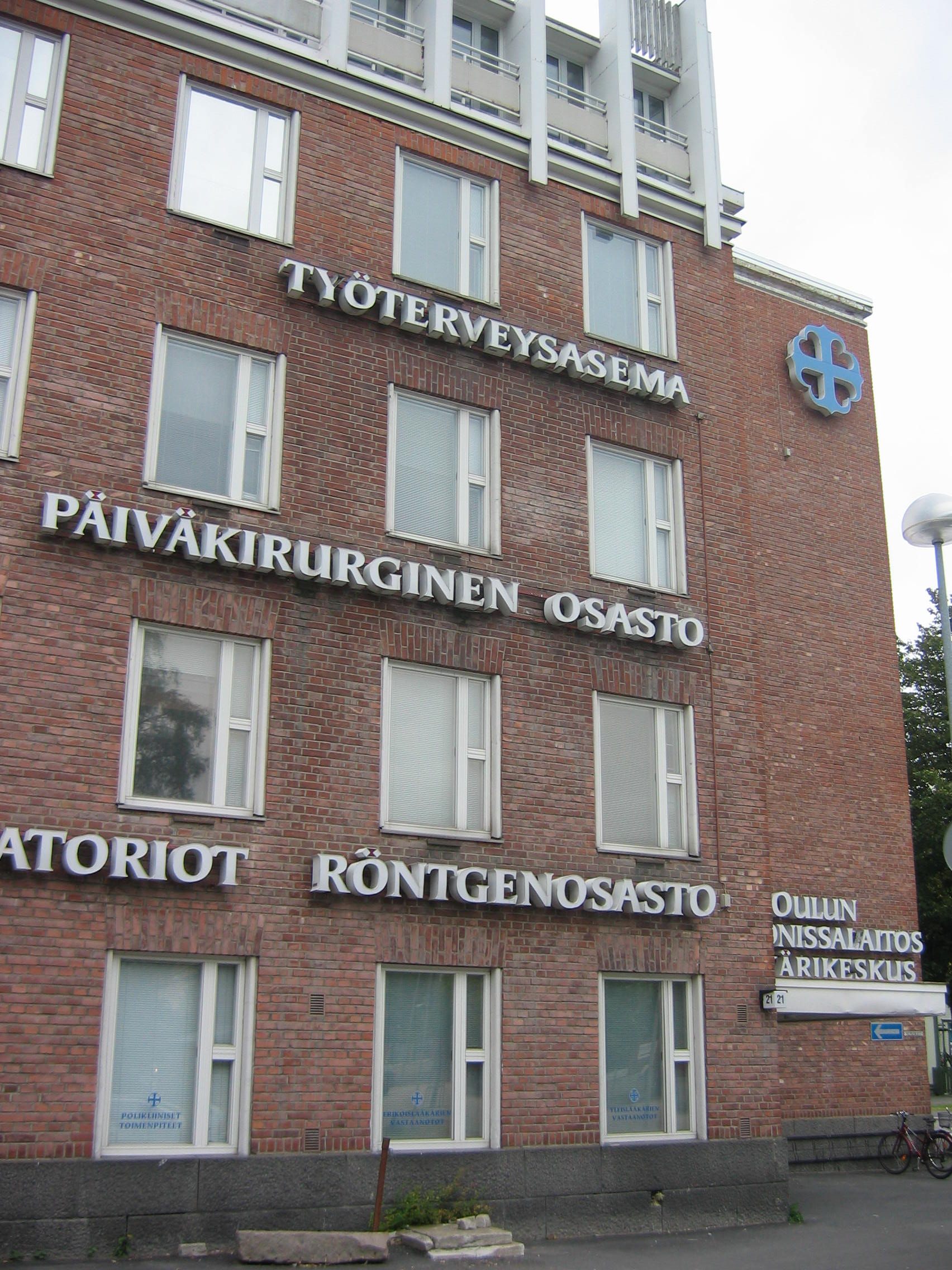
Institut des diaconesses, Oulu.